# (2223) Sarpedon
(2223) Sarpedon ist ein Asteroid aus der Gruppe der Jupiter-Trojaner. Damit werden Asteroiden bezeichnet, die auf den Lagrange-Punkten auf der Bahn des Jupiter um die Sonne laufen. (2223) Sarpedon wurde am 4. Oktober 1977 vom Purple-Mountain-Observatorium entdeckt.
Benannt wurde der Asteroid nach Sarpedon, einem trojanischen Soldaten im Trojanischen Krieg.